# تود بنتلي
تود بنتلي هو داعية كندي، ولد في 10 يناير 1976 في سيتشيلت في كندا.